# Fizesereneia heimi
Fizesereneia heimi is een krabbensoort uit de familie van de Cryptochiridae. De wetenschappelijke naam van de soort is voor het eerst geldig gepubliceerd in 1956 door Fize & Serène.